# Бирштајн
Бирштајн (њем. Birstein) општина је у њемачкој савезној држави Хесен. Једно је од 28 општинских средишта округа Мајн-Кинциг. Према процјени из 2010. у општини је живјело 6.490 становника. Посједује регионалну шифру (AGS) 6435004.

## Географски и демографски подаци
Бирштајн се налази у савезној држави Хесен у округу Мајн-Кинциг. Општина се налази на надморској висини од 268-570 метара. Површина општине износи 86,6 km².

## Становништво
У самом мјесту је, према процјени из 2010. године, живјело 6.490 становника. Просјечна густина становништва износи 75 становника/km².

## Међународна сарадња
| Мјесто | Држава    | Врста сарадње | Од    |
| ------ | --------- | ------------- | ----- |
|        | Француска | контакт       | 2000. |
| Извор  |           |               |       |